# Roller Bulls Ostbelgien
Die Roller Bulls Ostbelgien war ein Rollstuhlbasketballverein aus Sankt Vith im deutschsprachigen Teil Belgiens. Die 1. Mannschaft spielte zuletzt in der Saison 2019–2020 in der Rollstuhlbasketball-Bundesliga (RBBL), der sie schon von 2009 bis 2011 und von 2012 bis 2015 angehörte. Auch im Pokalwettbewerb (DRS-Pokal) trat die Mannschaft in Deutschland an. Sie wechselte im Jahr 2008 in den Spielbetrieb der deutschen Wettbewerbe, weil die belgische Meisterschaft nicht mehr attraktiv genug erschien. Als Spitzenteam in Belgien stellten die Roller Bulls zwischenzeitlich die komplette belgische Nationalmannschaft. Seit der Saison 2017–2018 traten die Bulls unter der Bezeichnung Roller Bulls Ostbelgien (vorher: 'Roller Bulls St.Vith') an. Im September 2019 übernahm Joe Bongaerts aus Hasselt die Funktion des Trainers von Stefan Veithen, der sein Amt nach der Saison 2018–2019 aus zeitlichen Gründen zur Verfügung stellte.
Nach gespielter Saison 2018–2019 konnten die Roller Bulls Ostbelgien ihren Platz in der 1. RBBL nur aufgrund fehlender Nachrücker aus der 2. RBBL wahren. Aus finanziellen Gründen und aufgrund der Entscheidung der RBBL, die Roller Bulls Ostbelgien nach der Saison 2019/20 nur für die 2. Bundesliga Süd mit entsprechend langen Fahrtzeiten zu berechtigen, zog der Verein seine Mannschaft aus der Bundesliga zurück und stellte den Spielbetrieb ein. Ein Großteil der Spieler wechselte im Anschluss zum wallonischen Basketballverein BC Ninane und nimmt unter der Bezeichnung Roller Bulls de Ninane an der belgischen Meisterschaft teil.

## Erfolge
- Viermal belgischer Meister: 1995, 1996, 1997, 2002
- Zweimal belgischer Pokalsieger: 1996, 2000
- Meister der 2. Bundesliga und Aufstieg in die 1. Bundesliga 2009
- Meister der 2. Bundesliga und Aufstieg in die 1. Bundesliga 2012
- Meister der 2. Bundesliga und Aufstieg in die 1. Bundesliga 2018
- Mehrfache Teilnahme an Europapokal-Wettbewerben (Challenge-Cup, Andre-Vergauwen-Cup, Eurocup)[7]